# Красне (Замойський повіт)
Красне (пол. Krasne) — село в Польщі, у гміні Старе Замостя Замойського повіту Люблінського воєводства.
Населення — 565 осіб (2011).
У 1975-1998 роках село належало до Замойського воєводства.

## Демографія
Демографічна структура станом на 31 березня 2011 року:
|          | Загалом | Допрацездатний вік | Працездатний вік | Постпрацездатний вік |
| -------- | ------- | ------------------ | ---------------- | -------------------- |
| Чоловіки | 268     | 50                 | 177              | 41                   |
| Жінки    | 297     | 65                 | 159              | 73                   |
| Разом    | 565     | 115                | 336              | 114                  |